# تناقض خست
تناقض خِسَّت یا معمای پس‌انداز (به انگلیسی: Paradox of thrift) یک تناقض اقتصادی است و بیان می‌دارد که هرچه افراد پس‌انداز مستقل بیشتری داشته باشند، نهایتاً پس‌انداز کل کمتری خواهند داشت. به این صورت که پس‌انداز مستقل بیشتر باعث کاهش تقاضای کل اقتصاد و سپس کاهش تولید ناخالص و در نتیجه کاهش پس‌انداز کل می‌شود. به عبارت دیگر هرچه افراد برای افزایش پس‌انداز خود تلاش کنند، پس‌انداز کل جامعه کاسته می‌شود که در مغالطهٔ ترکیب (آنچه دربارهٔ قسمت صادق است باید دربارهٔ کل صادق باشد) این دو امر متناقض‌اند. به طور کلی این تناقض بیان می‌کند که پس‌انداز می‌تواند به اقتصاد لطمه وارد کند.

## بیان تناقض
جان مینارد کینز در چارچوب فروض نظریهٔ خود، که اقتصاد در شرایط رکودی قرار دارد و طرف تقاضا دارای محدودیت است و مورد توجه است و اقتصاد پایین‌تر از شرایط اشتغال کامل کلاسیکی است، بیان می‌دارد افزایش میل به پس‌انداز بیش‌تر توسط مردم موجب کاهش مصرف آن‌ها شده، با کاهش مصرف تقاضای کل کاهش می‌یابد و در نتیجه تولید و درآمد کاهش می‌یابد و همچنین پس‌انداز کل که تابعی مستقیم از درآمد ملی می‌باشد، کاهش می‌یابد بنابراین نه تنها تولید کاهش یافته و رکود اقتصاد بیشتر می‌شود بلکه پس‌انداز از حالت اولیه نیز کمتر می‌شود. اگر اقتصاد در شرایط تورمی باشد با افزایش پس‌انداز و کاهش مصرف که تقاضای کل کاهش می‌یابد، فشار تورم کاسته شده قیمت‌ها کاهش می‌یابند.

## بیان نموداری

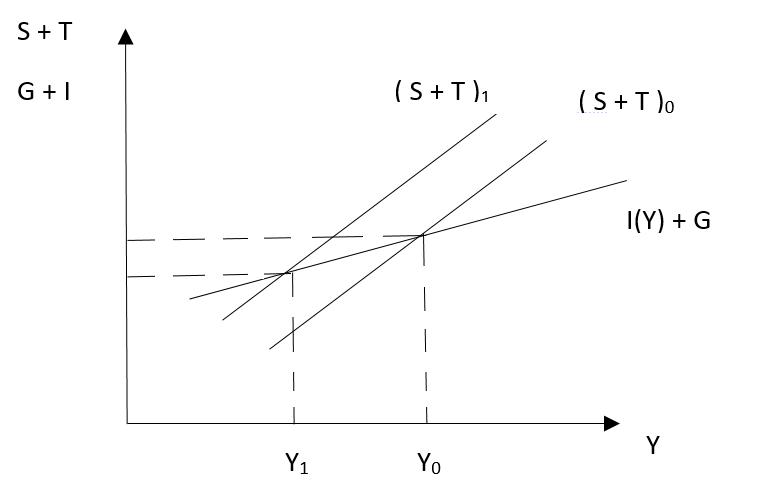
نمودار۱

همان‌طور که در نمودار یک مشاهده می‌شود اگر سرمایه‌گذاری {\displaystyle I} تابعی از درآمد {\displaystyle Y} باشد و پس‌انداز افزایش یابد خط {\displaystyle S+T} از وضعیت {\displaystyle (S+T)_{0}} به وضعیت {\displaystyle (S+T)_{1}} انتقال می‌یابد که در ابتدا تولید مقداری کاهش یافته سپس به صورت درون‌زا پس‌انداز کاهش یافته و دوباره تولید کاهش می‌یابد و به تعادل ثانویهٔ {\displaystyle Y_{1}} می‌رسیم. در اینجا مخارج دولت {\displaystyle G} و مالیات {\displaystyle T} ثابت‌اند.

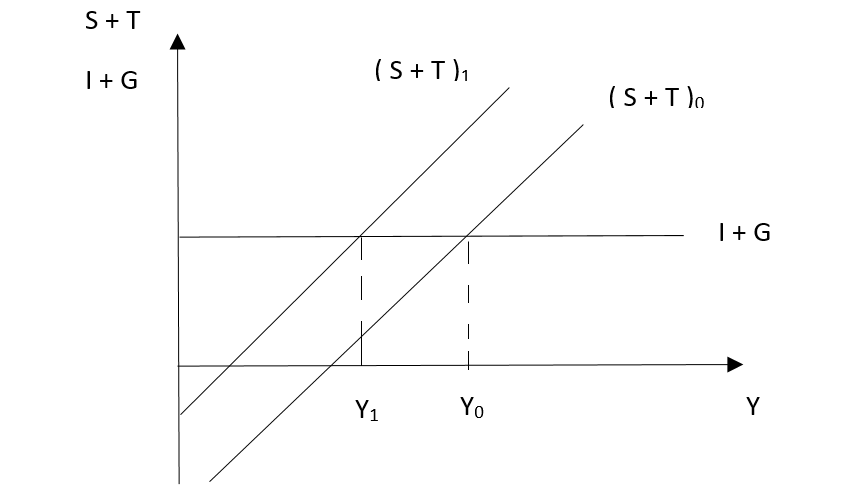
نمودار ۲

اگر سرمایه‌گذاری تابعی از درآمد نباشد مقدار تولید کاهش می‌یابد اما مقدار پس‌انداز تغییری نمی‌کند و تناقض خست برقرار نخواهد بود (نمودار 2).

## تاریخچه
در حالی که این تناقض توسط کینز رواج پیدا کرد و اغلب به او نسبت داده می‌شود، توسط تعدادی دیگر نیز قبل از کینز بیان شده، و این گزاره مبنی بر اینکه افزایش پس‌انداز ممکن است به یک اقتصاد آسیب برساند به دوران باستان بازمی‌گردد. احساسات مشابه در این آیهٔ کتاب مقدس وجود دارد.
کینز بیان می‌کند وقتی که آدام اسمیت می‌گوید: «چه احتیاطی در رفتار هر خانواده خصوصی وجود دارد، چه بسا در یک پادشاهی بزرگ حماقت باشد.» به تناقض خست اشاره دارد.
مسئله کمبود مصرف کمتر و صرفه‌جویی، توسط اقتصاددانان از قرن نوزدهم شکل گرفت و تناقض خست به این مفهوم دقیق که «تلاش‌های جمعی برای افزایش پس‌انداز خود باعث کاهش کل پس‌انداز می‌شود» به صراحت توسط جان ام. رابرتسون در کتابش در سال ۱۸۹۲ به نام «مغالطه پس‌انداز» بیان شد.

## انتقادات
اقتصاددانان غیرکینزی به ویژه نئوکلاسیک‌ها سه نقد بر این تناقض بیان می‌کنند. اول، طبق قانون سی (Say)، که به طرف عرضه توجه دارد، اگر تقاضا کاهش یابد، قیمت‌ها کاهش می‌یابند و کاهش قیمت خود محرک افزایش تقاضا می‌باشد. این انتقاد توسط اقتصاددانان نئوکینزی مورد سؤال قرار گرفت و آن‌ها با طرح مسئلهٔ چسبندگی قیمت‌ها این نقد را رد می‌کنند. دوم، پس‌انداز اگر در بانک‌ها صورت گیرد وجوه قابل وام دهی را افزایش می‌دهد که باعث کاهش نرخ بهره می‌گردد و سرمایه‌گذاری افزایش می‌یابد که در نتیجه تولید افزایش یافته و تناقض برقرار نمی‌شود. دو نکته در این نقد حائز اهمیت است اول آنکه چنانچه مردم پول را نزد خود پس‌انداز کنند وجوه قابل وام دهی افزایش نمی‌یابد و رکود ایجاد می‌شود اما این رکود به علت پس‌انداز نیست بلکه به‌خاطر نگه‌داشت پول است. نکته دوم آنکه ممکن است بانک‌ها این وجوه را نزد خود نگه داشته و وام ندهند که این موضوع در شرایط دام نقدینگی، زمانی که نرخ بهره نزدیک به صفر می‌شود، و پس‌انداز بیش‌تر از تقاضای سرمایه‌گذاری است رخ می‌دهد. سوم، اگر کشوری دارای اقتصاد باز، تجارت با کشورهای دیگر، باشد و پس‌انداز را افزایش دهد باعث می‌شود که صادرات افزایش یابد و تناقض خست رخ ندهد. این انتقاد چندان بحث‌برانگیز نیست و توسط اقتصاددانان کینزی پذیرفته شده است، اما آن‌ها خاطر نشان می‌کنند که این راه حل مناسب برای مسئلۀ جهانی نیست زیرا اقتصاد جهان یک اقتصاد بسته می‌باشد.

### انتقادمکتب اتریش
اقتصاددانان پیرو مکتب اتریش موافقند که اگر جامعه‌ای پول بیشتری پس‌انداز کند درآمد کل کاهش می‌یابد اما آن‌ها این ادعا را که درآمد کمتر منجر به کاهش رشد اقتصادی می‌شود را رد می‌کنند و می‌گویند پس‌انداز بیشتر، سرمایۀ لازم برای افزایش تولید را ایجاد می‌کند. اما استفاده از سرمایۀ انباشته برای افزایش تولید دارای هزینه است، بنابراین استدلال مکتب اتریش تناقض را رد نمی‌کند.

## نظریه مقابل
در اقتصاد کلاسیکی و نئوکلاسیک‌ها برخلاف نظریهٔ کینز دربارهٔ پس‌انداز معتقدند که خست و پس‌انداز چون موجب کنار گذاشتن بخشی از کالاهای تولید شده می‌شوند، سرمایه‌گذاری را افزایش داده و ظرفیت تولید را زیاد می‌کنند. آن‌ها معتقدند تنها پس‌انداز است که باعث بهره‌وری و افزایش تولید و رفاه می‌شود.

### الگوی رشد سولو
طبق این الگو اگر نرخ پس‌انداز بالا باشد، موجودی سرمایه و سطح تولید پایدار در اقتصاد زیاد خواهد بود و اگر نرخ پس‌انداز کم باشد، موجودی سرمایه و سطح تولید پایدار در اقتصاد کم خواهد بود.
بر اساس این الگو پس‌انداز بیش‌تر باعث رشد اقتصادی سریع‌تر می‌شود اما این رشد موقتی است. افزایش نرخ پس‌انداز تا زمانی باعث رشد اقتصاد می‌شود که اقتصاد به یک وضعیت پایدار جدید برسد.